# Vipera transcaucasiana
Vipera transcaucasiana is een giftige slang uit de familie adders (Viperidae).

## Naam en indeling
De wetenschappelijke naam van de soort werd voor het eerst voorgesteld door George Albert Boulenger in 1913. Oorspronkelijk werd de wetenschappelijke naam Vipera ammodytes transcaucasiana gebruikt. De soort werd lange tijd beschouwd als een ondersoort van de zandadder (Vipera ammodytes).

## Verspreiding en habitat
Deze soort komt voor in delen van Europa tot in het Midden-Oosten en leeft in de landen Georgië, noordwestelijk Azerbeidzjan, Noord-Turkije en Iran.
De habitat bestaat uit gematigde bossen en graslanden en rotsige omgevingen. De soort is aangetroffen van zeeniveau tot op een hoogte van ongeveer 1700 meter boven zeeniveau.

## Beschermingsstatus
Door de internationale natuurbeschermingsorganisatie IUCN is de beschermingsstatus 'gevoelig' toegewezen (Near Threatened of NT).